# دنقار
دِنْقار (الاسم العلمي: Dinocarsis)، جنس حشرات نافعة من فصيلة المتقوسات. وصف الجنس أول مرة من قبل أرنولد فورستر عام 1856.

## الأنواع[1]
- Dinocarsis albomaculata Myartseva, 1982
- Dinocarsis hemiptera (Dalman, 1820)
- Dinocarsis hofferi Graham, 1966